# Mimacraea eltringhami
Mimacraea eltringhami är en fjärilsart som beskrevs av Druce 1912. Mimacraea eltringhami ingår i släktet Mimacraea och familjen juvelvingar. Inga underarter finns listade i Catalogue of Life.